# Celtis rubrovenia
Celtis rubrovenia là một loài thực vật có hoa trong họ Cannabaceae. Loài này được Elmer mô tả khoa học đầu tiên năm 1908.